# Bitwa pod Lubarem
Bitwa pod Lubarem miała miejsce 14-27 września 1660 podczas wojny polsko-rosyjskiej 1654–1667.

## Wstęp
Dnia 7 września do stojącego pod Konstantynowem hetmana wielkiego koronnego Stanisława Rewery Potockiego przybyła wysłana uprzednio z podjazdem chorągiew tatarska Aleksandra Kryczyńskiego. Schwytani jeńcy kozaccy oceniali przesadnie armię rosyjsko-kozacką Wasyla Szeremietiewa na 80 000 żołnierzy i 40 dział, zeznając jednocześnie że wojska te mają iść na Tarnopol przez Cudnów. Było to skutkiem mylnych informacji, jakie posiadał Szeremietiew, sądzący, że Potocki z 6000 ludzi stoi właśnie pod Tarnopolem, a hetman polny koronny Jerzy Sebastian Lubomirski jest jeszcze za Wisłą. Chcąc wykorzystać tę sytuację dążył wódz rosyjski do zniszczenia Potockiego, co otworzyłoby drogę na Lwów. Dnia 9 września dowództwo polskie postanowiło wykorzystać błąd nieprzyjaciela, nie spodziewającego się tak dużej armii polskiej, zaskoczyć go i zniszczyć przed nadejściem Jerzego Chmielnickiego i jeszcze tego samego dnia armia polska ruszyła na Szeremietiewa.
Wasyl Szeremietiew, pewny swej przewagi, maszerował bez żadnego ubezpieczenia. Dnia 12 września dotarł do Cudnowa, gdzie doszła go wieść o pragnących go wesprzeć posiłkach kozackich stojących 26 kilometrów od Międzybóża. Szeremietiew postanowił poczekać na nich do 16 września.

## Bój spotkaniowy
Z powodu trudnych warunków terenowych armia polska dopiero 11 września dotarła do Ostropola, skąd po krótkim odpoczynku ruszono 12 września. Dnia 14 września dowiedziano się o obecności nieprzyjaciela w odległości około 11 km od Lubaru. Z pobliskiego pagórka można już było dostrzec awangardę armii rosyjsko-kozackiej i główne siły maszerujące na Lubar. Mimo że piechota i artyleria były jeszcze z tyłu, Potocki z Lubomirskim postanowili skorzystać z okazji i natychmiast uderzyć na niczego nie spodziewającą się straż przednią nieprzyjaciela. Posłano chorągiew pancerną Jana Kłopotowskiego z zadaniem obejścia nieprzyjacielskiej awangardy. Natomiast około godziny 13:00 od czoła uderzyli Tatarzy w sile 2000 żołnierzy, zadając kilkuset Kozakom ciężkie straty. Pomimo tego znaczna część Kozaków zdołała jednak schronić się do taborku, który zaczął się cofać prowadząc jednocześnie intensywny ogień, co całkowicie odebrało Tatarom ochotę do walki. Taborek zajął dogodną pozycję w pobliskim zagajniku.
Na pomoc Tatarom ruszyła jazda Iwana Wyhowskiego i pisarza polnego Jana Sapiehy. Dragonia dowodzona przez von Bockuma skryta za laskiem pokryła taborek ogniem swych muszkietów. Kozacy nie wytrzymali i zaczęli pospiesznie wycofywać się w kierunku nadciągających sił głównych. Jednak natychmiast po opuszczeniu zagajnika rzuciła się na Kozaków jazda polska. Tylko niedobitki zniesionej straży przedniej armii rosyjsko-kozackiej przyniosły Szeremietewowi wieść o niebezpieczeństwie. Wojewoda był zdumiony zaistniałą sytuacją i nie wiedział, co o tym sądzić. W końcu by osłonić swą armię posłał rosyjską jazdę, na którą z miejsca natarł pułk Sapiehy wspierany przez Tatarów. Rosyjska jazda miała znaczną przewagę liczebną i mimo strat poniesionych na skutek impetu uderzenia szarżującej jazdy polskiej, nie dała się rozbić, a następnie samą swą przewagą zaczęła spychać Polaków, którzy wykorzystując zapadające ciemności wycofali się z pola bitwy. Trwający 5 godzin bój spotkaniowy zakończył się. Straty rosyjsko-kozackie wyniosły kilkuset ludzi, natomiast Polacy stracili kilkunastu ludzi. Tatarzy tradycyjnie ponieśli bardzo niewielkie straty.

## Rosjanie i Kozacy okopują się
Polacy po starciu wycofali się pod Lubar, czekając na piechotę i artylerię, które nadciągnęły nocą z 14 września na 15 września. Rosjanie zaczęli się okopywać. Wasyl Szeremietiew dopiero teraz zaczął podejrzewać, że ma przed sobą potężną armię koronną, a nie mały korpusik Potockiego, jak uprzednio sądził. Jeśli jeszcze miał jakieś wątpliwości, to następnego dnia widząc całą armię polską (ok. 30000 żołnierzy), zdał sobie w pełni sprawę, w jak strasznej znalazł się sytuacji. Na widok stojącej przed nim potęgi wspomaganej dodatkowo przez 15000 Tatarów, Wasyl Szeremietiew nakazał całej armii schronić się w taborze. Okopana armia rosyjsko-kozacka (ok. 50000 żołnierzy) ustawiona była teraz z frontem zwróconym na południowy zachód, lewym skrzydłem opierając się o Cudnów, a prawym o Lubar. Pozycja ta, choć dogodna do obrony, nie zapewniała dostatecznego zaopatrzenia w wodę i paszę. Na prawym skrzydle stanęli Kozacy, a na lewym Rosjanie.
Tabor polski ustawił się na południe od wzgórza, lewe skrzydło opierało się o rzekę Słucz, podczas gdy prawe było odsłonięte. Zajęta pozycja dawała armii polsko-tatarskiej łatwy dostęp zarówno do wody jak i paszy.
Dnia 15 września obie armie zaczęły ostrzeliwać swoje pozycje ogniem artyleryjskim. 16 września Rosjanie i Kozacy zakończyli budowanie fortyfikacji polowych. Rosjanie byli zadowoleni z wykonanej pracy, uważając swą pozycję za niemożliwą do zdobycia.

## Początek walk sił głównych
Walki zaczęły się od utarczek harcowników po czym w południe wojska polskie wyszły w pole, poza swe umocnienia. Armia polska ustawiona została w tradycyjny sposób, czyli piechota i artyleria w centrum, a jazda z dragonią na skrzydłach. Hetman polny koronny Jerzy Sebastian Lubomirski stanął naprzeciw wojsk kozackich Cieciury, natomiast hetman wielki koronny Stanisław Rewera Potocki miał przed sobą wojska rosyjskie. Tatarzy stali na lewym skrzydle armii.
Armia rosyjsko-kozacka czekała w umocnionym obozie licząc na to, że nieprzyjaciel wykrwawi się w kolejnych szturmach. Chcąc sprowokować armię polską do ataku część sił Szeremietiewa wychodziła poza umocnienia, po czym cofała się. Jazda polska za cenę dużych strat spędziła grupę rosyjskiej piechoty ze wzgórza, chroniącego dostęp do pozycji nieprzyjacielskich. Zdobytą pozycję zajęła dragonia von Bockhuma. Z kolei rosyjska kawaleria wyparła polskich dragonów ze wzgórza. Następnie dragonów wsparło kilka kompanii polskiej piechoty i ponownie wzgórze znalazło się w polskim ręku. Rosjanie z uporem usiłowali odzyskać pagórek, ale kolejne natarcia rosyjskiej piechoty były odpierane. Gdy Szeremietiew dla opanowania pagórka ponownie rzucił jazdę, Potocki rzucił dwie chorągwie pancerne, które pobiły i zmusiły do odwrotu rosyjską kawalerię, którą ścigano aż do wałów obozu armii rosyjsko-kozackiej. Kozacy z kolei zaczęli sypać szańce przed swym obozem i w ten sposób stopniowo podchodzili pod linię wojsk Lubomirskiego. Gdy zbliżyli się na dostateczną odległość, rozpoczęli ostrzał z rusznic. Hetman polny rzucił przeciw nim lekką jazdę, która wyparła Kozaków. Natarcie pułków Jana Sobieskiego, Jana Sapiehy i Iwana Wyhowskiego wyparło Kozaków do obozu. Opuszczone szańce zajęły regimenty piechoty niemieckiej dowodzone przez Stefana Niemirycza oraz generałów Krzysztofa Koryckiego i Ernesta Magnusa Grotthauza. Siłą rozpędu piechota rzuciła się na wały kozackiego obozu i pomimo powodzenia została odwołana przez Lubomirskiego z powodu zapadającego zmierzchu. Straty rosyjskie wyniosły około 1000 zabitych i rannych, Kozacy stracili 500 zabitych i rannych oraz 3 działa zostawione w straconych szańcach. Wojska polskie straciły mniej niż 100 zabitych oraz 200 rannych. Walka tego dnia upewniła Szeremietewa w przekonaniu, że otwarta walka zakończyłaby się niechybną katastrofą. Postanowił więc okopać się jeszcze bardziej i próbować nocnych wypadów.
W toczonych walkach wodzowie obu armii z poświęceniem kierowali działaniami swych wojsk, będąc cały czas na pierwszej linii. Szczególnie beztrosko poczynał sobie hetman Stanisław Rewera Potocki, który na swym białym koniu spokojnie jeździł między oddziałami nie zważając na ogień artyleryjski, co jednego z Tatarów tak wyprowadziło z równowagi, że próbował przemocą odciągnąć wodza armii polskiej w bezpieczne miejsce.

## Blokada armii rosyjsko-kozackiej
Zaczęła się blokada armii rosyjsko-kozackiej, w czasie której dochodziło do licznych drobnych potyczek. W tym okresie polski tabor stopniowo przybliżył się do umocnień nieprzyjacielskich na odległość około 2 do 3 kilometrów, zacieśniając coraz bardziej blokadę. Położone naprzeciw Rosjan i Kozaków szańce obsadzono piechotą i działami. Pod nieobecność Wolfa artylerią polską dowodził Terkant. Rozpoczął się regularny ostrzał artyleryjski pozycji rosyjsko-kozackich. Tatarzy, mistrzowie walki podjazdowej, odcięli Rosjanom i Kozakom wszystkie drogi zaopatrzeniowe. Morale zablokowanej armii Szeremietiewa zaczęło podupadać. Już 17 września zaczęły się dezercje w armii kozackiej. Cała nadzieja rosyjsko-kozackiej armii spoczęła teraz w odsieczy Chmielnickiego. Podkomorzy kijowski Niemirycz nakłaniał listownie zadnieprzańskich Kozaków by odstąpili Rosjan i wrócili pod panowanie Rzeczypospolitej. List ten rozszedł się po obozie i chociaż Cieciura nie zerwał z Rosjanami, to jego armia w coraz szybszym tempie zaczęła topnieć z powodu licznych ucieczek. Większość uciekinierów kierowała się do domów, tylko nieliczni przyłączyli się do Wyhowskiego. Dnia 19 września Tatarzy rozbili potężny rosyjski oddział furażowy, zabijając i raniąc kilkuset Rosjan oraz biorąc 100 jeńców. Zrozpaczony Szeremietew usiłował bez powodzenia przekupić wodza wojsk tatarskich nuraddyn-sułtana Safer Gireja, który zaraz zawiadomił o tym fakcie polskie dowództwo. Przechwycono listy naglące Chmielnickiego by czym prędzej ruszał na odsiecz.
W dniach 21 września i 22 września dochodziło jedynie do drobnych utarczek. Dnia 23 września przybył generał Fromhold Wolff z artylerią oblężniczą (kilka dział, 5 moździerzy i 60 wozów z amunicją). Dla armii rosyjsko-kozackiej zaczęło się piekło. Potężny ogień artyleryjski, brak wody, opału oraz paszy przybliżały widmo klęski dla wojsk Szeremietiewa. Gdy dowódcy polscy dowiedzieli się, że Szeremietew będzie usiłował wymknąć się z matni, wzmożono czujność, a od strony Cudnowa usypano dwa szańce i obsadzono je piechotą i artylerią. W nocy z 24 września na 25 września Rosjanie przeprowadzili wycieczkę, odpartą przez siły Potockiego.

## Rosjanie i Kozacy wydostają się z matni
Nieudana wycieczka przekonała dowództwo armii rosyjsko-kozackiej, że dalsza blokada musi zakończyć się klęską. Postanowiono wydostać się z matni. W nocy z 25 września na 26 września Kozacy i Rosjanie przygotowywali się do odwrotu, przekształcając tabor w dziesięciorzędowy szyk marszowy. Na czele taboru mieli iść Rosjanie, a na tyłach Kozacy. Zostawiono zabitych, wozy i 9 najcięższych dział. Dnia 26 września o świcie Rosjanie zburzyli wał od strony Cudnowa i wyszli z obozu. Gdy Potocki i Lubomirski dowiedzieli się o tym, natychmiast poderwali swe wojska i wezwali Tatarów. Na kozackie tyły uderzył korpus Lubomirskiego, natomiast Potocki starał się wyprzedzić wrogą armię i zastąpić jej drogę od czoła. Na tyłach Szeremietiewa atak husarii rozbił pilnującą Kozaków rajtarię rosyjską (2 szwadrony). Następnie uderzono na tabor Kozacki, oddzielając jego ariergardę. Gdy do akcji wkroczyła dragonia i piechota, kozacka ariergarda została całkowicie rozbita. Między godziną 10 a 11 Szeremietiew zatrzymał swój tabor na równinie, przeformowując go w 16 rzędów. W tym czasie Potocki wyszedł na jego czoło, Lubomirski obstawił tyły, a do tego nadciągnęli Tatarzy. Przeprowadzono skoordynowany atak ze wszystkich stron. Nie udało się jednak zdobyć ziejącej ogniem ruchomej fortecy. Zniechęceni Tatarzy wycofali się z pola bitwy.
Według Radosława Sikory, miejscem decydującego ataku były Kutyszcze (zob. bitwa pod Kutyszczami), a szarżę husarią Aleksandra Michała Lubomirskiego rozpoczął Władysław Wilczkowski, prawdopodobny inicjator ataku na rosyjską ariergardę.

## Dramatyczna przeprawa przez Iber
Wieczorem Wasyl Szeremietiew dotarł do bagnistej rzeki Iber i przystąpił do przeprawy. Trudne warunki terenowe spowodowały zamieszanie w całym taborze. Dowiedziawszy się o niespodziewanym zamieszaniu w wojskach nieprzyjaciela Lubomirski posłał jazdę i Tatarów za rzekę, jednak zostali odparci ogniem dział i piechoty. Umieszczone na wzgórzu rosyjskie działa skutecznie chroniły pomieszany tabor, który stał zablokowany w rzece. Sytuację radykalnie zmieniło nadciągnięcie Wolfa z piechotą i artylerią. Część taboru kozackiego przed rzeką została zdobyta, reszta armii rosyjsko-kozackiej okopała się we wsi Krasnosiółka. Straty armii Szeremietiewa wyniosły 2000 zabitych i rannych, 500 wozów oraz 7 dział, straty polskie to 100 zabitych i 300-400 rannych. Straty Tatarów były minimalne. Rankiem 27 września tabor rosyjsko-kozacki ruszył w dalszą drogę i po kilku godzinach dotarł pod Cudnów, gdzie dołączył do niego miejscowy garnizon liczący blisko 1000 żołnierzy. Wkrótce armia polsko-tatarska osaczyła Kozaków i Rosjan pod Cudnowem.